# Regionalliga 2022-23
La Regionalliga 2022-23 fue la decimoquinta temporada de la Regionalliga, la undécima bajo el nuevo formato, y perteneció al cuarto nivel del fútbol alemán.

## Formato
Para la Regionalliga se decidió un nuevo formato de promoción desde 2019. A partir de esa temporada, la Regionalliga Südwest y West recibieron un lugar de promoción fijo. Un tercer puesto de promoción rota entre las otras tres divisiones, y los dos campeones restantes participaron en play-offs para un cuarto puesto en el ascenso. La DFB ha determinado que la Regionalliga Nord reciba el tercer lugar de promoción directa esta temporada.
Debido a la expansión de todas las ligas durante la pandemia de covid-19, las reglas de descenso fueron anunciadas conforme el número de participantes se estableció en cada liga.

## Regionalliga Nord
Fueron 19 equipos de los estados de Bremen, Hamburgo, Baja Sajonia y Schleswig-Holstein los que compitieron en la décima primera temporada de la Regionalliga Nord. TSV Havelse descendió de la 3. Liga 2021-22, Blau-Weiß Lohne y Kickers Emden ascendieron de la Oberliga Niedersachsen 2021-22; mientras que Bremer SV ascendió de la Bremen-Liga 2021-22.

### Clasificación
| Pos. | Equipo                  | Pts. | PJ | G  | E  | P  | GF | GC  | Dif. | Clasificación o descenso     |
| ---- | ----------------------- | ---- | -- | -- | -- | -- | -- | --- | ---- | ---------------------------- |
| 1    | Lübeck (C, A)           | 76   | 36 | 23 | 7  | 6  | 74 | 29  | +45  | Ascenso a la 3. Liga         |
| 2    | Hamburgo II             | 75   | 36 | 22 | 9  | 5  | 78 | 44  | +34  |                              |
| 3    | Hannover 96 II          | 67   | 36 | 21 | 4  | 11 | 81 | 54  | +27  |                              |
| 4    | Teutonia Ottensen       | 58   | 36 | 17 | 7  | 12 | 63 | 57  | +6   |                              |
| 5    | Weiche Flensburgo       | 56   | 36 | 16 | 8  | 12 | 55 | 47  | +8   |                              |
| 6    | Havelse                 | 52   | 36 | 15 | 10 | 11 | 54 | 47  | +7   |                              |
| 7    | San Pauli II            | 51   | 36 | 15 | 6  | 15 | 57 | 68  | −11  |                              |
| 8    | Drochtersen/Assel       | 50   | 36 | 14 | 8  | 14 | 55 | 44  | +11  |                              |
| 9    | Blau-Weiß Lohne         | 49   | 36 | 15 | 4  | 17 | 65 | 63  | +2   |                              |
| 10   | Eintracht Norderstedt   | 48   | 36 | 12 | 12 | 12 | 55 | 49  | +6   |                              |
| 11   | Jeddeloh                | 48   | 36 | 14 | 9  | 13 | 58 | 63  | −5   |                              |
| 12   | Holstein Kiel II        | 47   | 36 | 12 | 11 | 13 | 61 | 57  | +4   |                              |
| 13   | Phönix Lübeck           | 47   | 36 | 12 | 11 | 13 | 59 | 55  | +4   |                              |
| 14   | Bremer (O)              | 46   | 36 | 13 | 7  | 16 | 51 | 56  | −5   | Play-offs por la permanencia |
| 15   | Werder Bremen II (D)    | 45   | 36 | 13 | 6  | 17 | 57 | 61  | −4   | Oberliga Nord                |
| 16   | Schwarz-Weiß Rehden (D) | 41   | 36 | 10 | 11 | 15 | 44 | 56  | −12  | Oberliga Nord                |
| 17   | Hildesheim (D)          | 39   | 36 | 9  | 12 | 15 | 53 | 64  | −11  | Oberliga Nord                |
| 18   | Atlas Delmenhorst (D)   | 32   | 36 | 8  | 8  | 20 | 53 | 82  | −29  | Oberliga Nord                |
| 19   | Kickers Emden (D)       | 15   | 36 | 3  | 6  | 27 | 26 | 103 | −77  | Oberliga Nord                |

 Fuente: Soccerway.com
Criterios de clasificación: 1) Puntos; 2) Diferencia de goles; 3) Goles marcados
Notas:
1. ↑  Hamburgo II no aplicó a la licencia para 3. Liga.[2]
2. ↑  Havelse fue sancionado con la reducción de tres puntos por no pagar sus cuotas de asociación a tiempo.[3]
3. ↑  Jeddeloh fue sancionado con la reducción de tres puntos por no pagar sus cuotas de asociación a tiempo.[3]

### Resultados
| Local \ Visitante     | KIE | WEI | TEU | HAM | LUB | WER | HAV | HIL | ATL | HAN | BWL | PAU | PHO | NOR | DRO | REH | JED | KIC | BRE |
| --------------------- | --- | --- | --- | --- | --- | --- | --- | --- | --- | --- | --- | --- | --- | --- | --- | --- | --- | --- | --- |
| Holstein Kiel II      | —   | 1–2 | 2–2 | 2–2 | 1–4 | 2–1 | 3–1 | 3–2 | 4–0 | 1–2 | 1–1 | 3–5 | 1–1 | 3–1 | 2–0 | 2–1 | 1–0 | 7–0 | 1–2 |
| Weiche Flensburgo     | 0–0 | —   | 2–2 | 2–3 | 1–0 | 0–2 | 2–0 | 1–3 | 3–1 | 2–1 | 1–2 | 0–1 | 2–0 | 1–1 | 2–1 | 2–1 | 2–3 | 4–1 | 2–1 |
| Teutonia Ottensen     | 4–0 | 2–4 | —   | 0–2 | 0–2 | 2–1 | 2–2 | 2–3 | 7–2 | 4–2 | 4–1 | 0–1 | 2–1 | 0–0 | 1–1 | 1–1 | 2–4 | 4–1 | 2–1 |
| Hamburgo II           | 4–0 | 0–2 | 1–0 | —   | 1–1 | 2–0 | 2–1 | 4–1 | 3–1 | 1–3 | 2–1 | 5–1 | 2–1 | 3–2 | 1–0 | 1–1 | 2–2 | 6–1 | 1–1 |
| Lübeck                | 2–1 | 2–0 | 2–3 | 2–1 | —   | 2–1 | 2–2 | 2–1 | 3–1 | 4–1 | 1–0 | 1–1 | 1–1 | 0–1 | 2–0 | 4–0 | 1–0 | 3–0 | 4–1 |
| Werder Bremen II      | 0–0 | 0–0 | 1–2 | 1–5 | 2–1 | —   | 0–1 | 0–0 | 1–0 | 1–3 | 3–1 | 2–0 | 1–2 | 4–1 | 2–4 | 0–3 | 4–1 | 3–0 | 3–0 |
| Havelse               | 2–0 | 2–0 | 3–3 | 1–2 | 3–1 | 1–3 | —   | 0–1 | 0–0 | 3–0 | 0–3 | 2–2 | 2–2 | 2–0 | 2–1 | 2–0 | 4–0 | 1–1 | 1–1 |
| Hildesheim            | 2–2 | 1–1 | 0–2 | 1–1 | 0–0 | 3–0 | 0–1 | —   | 1–1 | 0–2 | 4–5 | 3–1 | 3–2 | 2–2 | 1–0 | 3–0 | 2–3 | 4–2 | 0–4 |
| Atlas Delmenhorst     | 2–1 | 2–2 | 4–2 | 1–1 | 0–3 | 5–6 | 2–2 | 3–2 | —   | 0–2 | 1–2 | 3–2 | 1–1 | 0–1 | 0–3 | 1–2 | 4–2 | 3–1 | 1–3 |
| Hannover 96 II        | 3–2 | 0–3 | 2–0 | 1–2 | 1–1 | 5–2 | 4–0 | 2–0 | 6–2 | —   | 5–4 | 1–0 | 2–2 | 0–0 | 0–3 | 3–1 | 6–1 | 5–1 | 2–0 |
| Blau-Weiß Lohne       | 0–1 | 2–0 | 1–2 | 2–3 | 0–1 | 1–2 | 1–2 | 4–0 | 3–2 | 0–1 | —   | 3–3 | 2–3 | 2–1 | 1–2 | 2–1 | 3–2 | 1–0 | 1–0 |
| San Pauli II          | 0–0 | 1–4 | 2–0 | 2–4 | 2–1 | 2–1 | 0–2 | 2–1 | 1–0 | 1–5 | 3–3 | —   | 0–3 | 1–3 | 3–1 | 1–1 | 2–1 | 2–3 | 2–1 |
| Phönix Lübeck         | 1–2 | 0–1 | 0–1 | 3–1 | 0–4 | 3–2 | 3–0 | 3–2 | 0–2 | 4–4 | 0–0 | 1–3 | —   | 1–0 | 2–2 | 2–1 | 0–0 | 1–2 | 2–2 |
| Eintracht Norderstedt | 2–2 | 2–2 | 0–1 | 3–3 | 0–1 | 0–0 | 0–0 | 2–2 | 3–1 | 3–0 | 4–1 | 1–3 | 2–3 | —   | 1–0 | 1–2 | 3–1 | 0–0 | 4–1 |
| Drochtersen/Assel     | 3–3 | 2–1 | 0–1 | 4–1 | 0–1 | 2–2 | 0–1 | 1–1 | 3–1 | 2–0 | 1–0 | 5–2 | 2–1 | 3–1 | —   | 0–2 | 2–3 | 2–0 | 1–2 |
| Schwarz-Weiß Rehden   | 1–1 | 2–1 | 0–1 | 0–0 | 0–4 | 1–1 | 3–1 | 2–2 | 1–1 | 2–0 | 1–2 | 2–1 | 1–6 | 1–2 | 0–0 | —   | 1–1 | 2–1 | 1–1 |
| Jeddeloh              | 1–0 | 1–1 | 2–0 | 0–3 | 2–2 | 2–1 | 2–0 | 3–1 | 3–1 | 2–1 | 2–3 | 2–1 | 1–1 | 3–3 | 0–0 | 1–0 | —   | 4–0 | 0–2 |
| Kickers Emden         | 0–4 | 0–2 | 1–2 | 1–2 | 0–6 | 2–4 | 1–3 | 0–0 | 0–0 | 0–3 | 1–6 | 0–3 | 0–3 | 0–3 | 1–4 | 1–5 | 1–1 | —   | 3–0 |
| Bremer                | 3–2 | 4–0 | 5–0 | 0–1 | 1–3 | 2–0 | 0–4 | 1–1 | 2–4 | 0–3 | 3–1 | 0–1 | 1–0 | 0–2 | 0–0 | 3–1 | 3–2 | 0–0 | —   |

### Play-off por la permanencia
- Lupo Martini Wolfsburg (Subcampeón de la Oberliga Niedersachsen)
- Bremer (14.° de la Regionalliga Nord)

| Equipo 1               | Agr. | Equipo 2 | Ida | Vuelta |
| ---------------------- | ---- | -------- | --- | ------ |
| Lupo Martini Wolfsburg | 1–2  | Bremer   | 0–0 | 1–2    |

## Regionalliga Nordost
Fueron 18 equipos de los estados de Berlín, Brandeburgo, Mecklemburgo-Pomerania Occidental, Sajonia, Sajonia-Anhalt y Turingia que compitieron en la décima primera temporada de la reformada Regionalliga Nordost. Viktoria Berlín descendió de la 3. Liga 2021-22, Greifswalder ascendió de la NOFV-Oberliga Nord 2021-22 y Rot-Weiß Érfurt ascendió de la NOFV-Oberliga Süd 2021-22.

### Clasificación
| Pos. | Equipo                     | Pts. | PJ | G  | E  | P  | GF | GC  | Dif. | Clasificación o descenso           |
| ---- | -------------------------- | ---- | -- | -- | -- | -- | -- | --- | ---- | ---------------------------------- |
| 1    | Energie Cottbus (C)        | 70   | 34 | 21 | 7  | 6  | 65 | 28  | +37  | Accede a los play-offs de ascenso. |
| 2    | Carl Zeiss Jena            | 63   | 34 | 17 | 12 | 5  | 59 | 22  | +37  |                                    |
| 3    | Rot-Weiß Érfurt            | 63   | 34 | 18 | 9  | 7  | 63 | 32  | +31  |                                    |
| 4    | Lokomotive Leipzig         | 60   | 34 | 18 | 6  | 10 | 60 | 42  | +18  |                                    |
| 5    | Altglienicke               | 59   | 34 | 17 | 8  | 9  | 66 | 37  | +29  |                                    |
| 6    | Dinamo Berlín              | 56   | 34 | 15 | 11 | 8  | 58 | 45  | +13  |                                    |
| 7    | Chemie Leipzig             | 53   | 34 | 14 | 11 | 9  | 50 | 45  | +5   |                                    |
| 8    | Chemnitzer                 | 52   | 34 | 14 | 10 | 10 | 47 | 33  | +14  |                                    |
| 9    | Hertha Berlín II           | 52   | 34 | 15 | 7  | 12 | 59 | 52  | +7   |                                    |
| 10   | Babelsberg                 | 49   | 34 | 13 | 10 | 11 | 46 | 41  | +5   |                                    |
| 11   | Berlín AK 07               | 49   | 34 | 15 | 4  | 15 | 48 | 54  | −6   |                                    |
| 12   | Viktoria Berlín            | 45   | 34 | 12 | 9  | 13 | 46 | 47  | −1   |                                    |
| 13   | Luckenwalde                | 44   | 34 | 11 | 11 | 12 | 45 | 51  | −6   |                                    |
| 14   | Greifswalder               | 37   | 34 | 10 | 7  | 17 | 47 | 61  | −14  |                                    |
| 15   | Meuselwitz                 | 35   | 34 | 11 | 2  | 21 | 51 | 67  | −16  |                                    |
| 16   | Lichtenberg (D)            | 27   | 34 | 5  | 12 | 17 | 37 | 69  | −32  | Descenso a la Oberliga             |
| 17   | Germania Halberstadt (D)   | 16   | 34 | 2  | 10 | 22 | 29 | 75  | −46  | Descenso a la Oberliga             |
| 18   | Tennis Borussia Berlín (D) | 13   | 34 | 3  | 4  | 27 | 27 | 102 | −75  | Descenso a la Oberliga             |

 Fuente: Soccerway.com
Criterios de clasificación: 1) Puntos; 2) Diferencia de goles; 3) Goles marcados

### Resultados
| Local \ Visitante      | COT | CHE | CZJ | CHL | BAK | DYN | GRE | ALT | MEU | BAB | LIC | LUC | RWE | HER | LEI | HAL | TBB | VIK |
| ---------------------- | --- | --- | --- | --- | --- | --- | --- | --- | --- | --- | --- | --- | --- | --- | --- | --- | --- | --- |
| Energie Cottbus        | —   | 3–1 | 1–0 | 2–0 | 2–1 | 1–1 | 3–1 | 0–2 | 4–0 | 1–0 | 5–0 | 3–0 | 1–1 | 1–2 | 3–1 | 4–0 | 2–1 | 2–1 |
| Chemnitzer             | 0–2 | —   | 4–0 | 0–1 | 3–0 | 1–0 | 2–0 | 0–1 | 4–0 | 1–1 | 1–1 | 2–0 | 0–3 | 1–1 | 1–1 | 3–0 | 3–0 | 1–0 |
| Carl Zeiss Jena        | 1–1 | 1–0 | —   | 2–0 | 3–0 | 2–0 | 1–0 | 0–0 | 2–2 | 0–0 | 0–0 | 3–0 | 2–2 | 1–1 | 2–0 | 2–0 | 3–0 | 1–1 |
| Chemie Leipzig         | 0–0 | 3–0 | 1–0 | —   | 2–1 | 1–1 | 3–1 | 1–2 | 3–0 | 1–1 | 3–2 | 1–2 | 1–1 | 4–2 | 0–0 | 2–2 | 4–0 | 1–1 |
| Berlín AK 07           | 2–1 | 2–4 | 1–8 | 1–2 | —   | 0–2 | 2–0 | 4–0 | 3–2 | 2–2 | 6–0 | 0–1 | 0–2 | 0–5 | 1–2 | 2–0 | 4–3 | 2–1 |
| Dinamo Berlín          | 4–1 | 0–0 | 0–2 | 3–1 | 0–1 | —   | 5–0 | 2–1 | 2–1 | 2–1 | 3–2 | 1–3 | 2–1 | 0–0 | 1–1 | 3–2 | 4–1 | 0–3 |
| Greifswalder           | 1–2 | 1–1 | 0–1 | 2–2 | 3–0 | 1–1 | —   | 1–2 | 3–2 | 0–2 | 2–1 | 1–1 | 0–2 | 2–1 | 3–1 | 2–2 | 5–0 | 5–0 |
| Altglienicke           | 2–0 | 3–3 | 0–0 | 4–0 | 0–1 | 2–3 | 2–3 | —   | 5–2 | 1–2 | 3–0 | 2–2 | 1–0 | 2–3 | 1–2 | 1–1 | 5–2 | 1–1 |
| Meuselwitz             | 1–1 | 0–3 | 2–1 | 0–1 | 0–2 | 1–2 | 4–0 | 0–2 | —   | 0–3 | 0–2 | 3–1 | 1–4 | 2–1 | 1–3 | 4–0 | 5–1 | 2–1 |
| Babelsberg             | 0–1 | 0–2 | 0–1 | 4–2 | 0–0 | 1–1 | 1–2 | 2–2 | 3–0 | —   | 2–2 | 1–1 | 2–0 | 1–0 | 0–3 | 2–0 | 0–0 | 0–2 |
| Lichtenberg            | 0–0 | 0–2 | 0–2 | 0–0 | 0–2 | 3–3 | 1–1 | 0–1 | 2–1 | 0–1 | —   | 1–1 | 3–4 | 2–2 | 4–2 | 2–1 | 2–2 | 0–1 |
| Luckenwalde            | 1–0 | 0–0 | 1–1 | 2–2 | 0–1 | 3–2 | 6–2 | 0–1 | 1–4 | 3–1 | 1–1 | —   | 1–1 | 1–2 | 2–1 | 2–0 | 3–1 | 2–3 |
| Rot-Weiß Érfurt        | 2–2 | 1–0 | 1–1 | 2–2 | 0–1 | 4–1 | 4–0 | 0–2 | 2–0 | 6–2 | 5–0 | 1–1 | —   | 2–1 | 1–0 | 2–0 | 3–0 | 0–1 |
| Hertha Berlín II       | 0–5 | 3–1 | 1–0 | 3–0 | 2–2 | 1–3 | 2–1 | 0–5 | 3–0 | 0–1 | 3–0 | 2–0 | 0–1 | —   | 1–2 | 3–0 | 3–1 | 3–2 |
| Lokomotive Leipzig     | 0–2 | 2–2 | 2–4 | 3–0 | 1–0 | 0–0 | 3–1 | 2–0 | 0–1 | 4–3 | 4–1 | 2–0 | 1–0 | 4–2 | —   | 1–0 | 4–0 | 1–2 |
| Germania Halberstadt   | 1–3 | 1–1 | 0–5 | 1–2 | 2–1 | 2–2 | 0–0 | 0–4 | 0–3 | 1–5 | 1–1 | 4–0 | 1–1 | 0–0 | 1–3 | —   | 1–2 | 0–1 |
| Tennis Borussia Berlín | 0–4 | 0–1 | 0–6 | 0–2 | 0–0 | 0–3 | 0–3 | 0–6 | 0–7 | 0–1 | 2–0 | 1–3 | 1–2 | 3–3 | 0–2 | 4–3 | —   | 1–3 |
| Viktoria Berlín        | 1–2 | 3–0 | 1–1 | 0–2 | 1–3 | 1–1 | 2–1 | 0–0 | 2–0 | 0–1 | 2–4 | 0–0 | 1–2 | 2–3 | 2–2 | 2–2 | 2–1 | —   |

## Regionalliga West
Fueron 18 equipos de Renania del Norte-Westfalia que compitieron en la décima primera temporada de la reformada Regionalliga West. 1. FC Düren ascendió de la Mittelrheinliga 2021-22, 1. FC Bocholt ascendió de la Oberliga Niederrhein 2021-22, 1. FC Kaan-Marienborn y SG Wattenscheid 09 ascendieron de la Oberliga Westfalen 2021-22.

### Clasificación
| Pos. | Equipo                      | Pts. | PJ | G  | E  | P  | GF | GC | Dif. | Ascenso o descenso     |
| ---- | --------------------------- | ---- | -- | -- | -- | -- | -- | -- | ---- | ---------------------- |
| 1    | Preußen Münster (C, A)      | 79   | 34 | 25 | 4  | 5  | 89 | 39 | +50  | Ascenso a la 3. Liga   |
| 2    | Wuppertaler                 | 66   | 34 | 19 | 9  | 6  | 77 | 47 | +30  |                        |
| 3    | Borussia Mönchengladbach II | 66   | 34 | 19 | 9  | 6  | 73 | 47 | +26  |                        |
| 4    | Rödinghausen                | 58   | 34 | 17 | 7  | 10 | 59 | 35 | +24  |                        |
| 5    | Kaan-Marienborn (D)         | 55   | 34 | 16 | 7  | 11 | 59 | 54 | +5   | Retirado               |
| 6    | Fortuna Colonia             | 54   | 34 | 15 | 9  | 10 | 48 | 43 | +5   |                        |
| 7    | Rot-Weiß Oberhausen         | 53   | 34 | 15 | 8  | 11 | 61 | 51 | +10  |                        |
| 8    | Alemannia Aachen            | 53   | 34 | 15 | 8  | 11 | 50 | 43 | +7   |                        |
| 9    | Schalke 04 II               | 49   | 34 | 13 | 10 | 11 | 65 | 53 | +12  |                        |
| 10   | Düren                       | 48   | 34 | 14 | 6  | 14 | 51 | 56 | −5   |                        |
| 11   | Lippstadt                   | 46   | 34 | 13 | 7  | 14 | 51 | 56 | −5   |                        |
| 12   | Wiedenbrück                 | 41   | 34 | 11 | 8  | 15 | 50 | 47 | +3   |                        |
| 13   | Colonia II                  | 41   | 34 | 11 | 8  | 15 | 48 | 62 | −14  |                        |
| 14   | Fortuna Düsseldorf II       | 39   | 34 | 11 | 6  | 17 | 50 | 64 | −14  |                        |
| 15   | Bocholt                     | 36   | 34 | 9  | 9  | 16 | 49 | 70 | −21  |                        |
| 16   | Rot Weiss Ahlen             | 29   | 34 | 8  | 5  | 21 | 53 | 82 | −29  |                        |
| 17   | Wattenscheid 09 (D)         | 24   | 34 | 7  | 3  | 24 | 45 | 93 | −48  | Descenso a la Oberliga |
| 18   | Straelen (D)                | 17   | 34 | 4  | 5  | 25 | 31 | 67 | −36  | Descenso a la Oberliga |

 Fuente: Soccerway.com
Criterios de clasificación: 1) Puntos; 2) Diferencia de goles; 3) Goles marcados
Notas:
1. ↑  Kaan-Marienborn retiró a su equipo de primera después de esta temporada debido a que no podía cumplir con los requisitos del futuro estadio. Su equipo de reserva, que jugaba en la Kreisliga C de undécimo nivel en el momento de la decisión del retiro, funcionó como el nuevo equipo principal a partir de la temporada 2023-24 en adelante. Debido a esta decisión, solo dos equipos (tres si un equipo de 3. Liga descendía a la Regionalliga West) descendieron a la Oberliga.[4]

### Resultados
| Local \ Visitante           | AAA | RWA | MON | COL | OBE | ROD | WUP | PRE | LIP | STR | SCH | DUS | SCF | WIE | BOC | DUR | KAN | WAT |
| --------------------------- | --- | --- | --- | --- | --- | --- | --- | --- | --- | --- | --- | --- | --- | --- | --- | --- | --- | --- |
| Alemannia Aachen            | —   | 1–0 | 0–2 | 3–1 | 3–1 | 3–1 | 1–4 | 4–2 | 1–0 | 2–1 | 0–1 | 1–0 | 1–2 | 3–2 | 0–0 | 2–2 | 0–0 | 3–0 |
| Rot Weiss Ahlen             | 1–0 | —   | 1–2 | 1–3 | 0–3 | 1–1 | 2–2 | 0–3 | 0–3 | 2–0 | 1–3 | 4–5 | 1–1 | 3–0 | 2–2 | 1–2 | 3–1 | 8–0 |
| Borussia Mönchengladbach II | 3–1 | 3–2 | —   | 2–2 | 3–3 | 0–1 | 0–0 | 1–2 | 4–2 | 2–1 | 1–1 | 3–0 | 1–2 | 2–0 | 3–3 | 5–0 | 2–1 | 2–2 |
| Colonia II                  | 0–2 | 3–0 | 0–2 | —   | 4–1 | 2–2 | 2–1 | 1–2 | 0–0 | 2–0 | 1–3 | 3–1 | 3–1 | 2–0 | 1–3 | 2–0 | 0–1 | 3–2 |
| Rot-Weiß Oberhausen         | 2–1 | 2–3 | 1–0 | 5–0 | —   | 0–2 | 2–2 | 3–2 | 3–1 | 2–1 | 1–3 | 0–0 | 1–2 | 1–0 | 1–1 | 4–0 | 1–0 | 2–1 |
| Rödinghausen                | 1–5 | 2–1 | 0–1 | 5–0 | 5–1 | —   | 2–1 | 2–2 | 1–2 | 6–0 | 2–0 | 4–1 | 1–0 | 2–0 | 0–1 | 1–1 | 3–0 | 3–0 |
| Wuppertaler                 | 0–0 | 1–2 | 2–4 | 2–2 | 1–0 | 1–0 | —   | 4–3 | 5–1 | 2–1 | 1–4 | 4–1 | 2–0 | 2–2 | 5–1 | 3–1 | 4–1 | 4–2 |
| Preußen Münster             | 4–0 | 3–0 | 1–1 | 4–2 | 2–0 | 1–0 | 0–1 | —   | 3–0 | 5–4 | 3–0 | 2–0 | 1–3 | 2–0 | 5–0 | 2–0 | 1–1 | 4–1 |
| Lippstadt                   | 1–1 | 3–1 | 2–3 | 2–1 | 0–0 | 2–0 | 1–3 | 0–3 | —   | 3–1 | 0–0 | 0–3 | 2–2 | 3–3 | 3–0 | 3–0 | 1–4 | 4–0 |
| Straelen                    | 2–4 | 2–1 | 1–2 | 0–0 | 0–4 | 0–0 | 2–2 | 0–2 | 2–1 | —   | 0–0 | 2–3 | 0–1 | 1–0 | 0–0 | 0–1 | 0–1 | 1–2 |
| Schalke 04 II               | 0–0 | 2–2 | 5–5 | 5–0 | 1–4 | 4–1 | 1–0 | 1–3 | 1–3 | 1–0 | —   | 0–2 | 1–1 | 1–1 | 2–4 | 4–1 | 1–2 | 3–0 |
| Fortuna Düsseldorf II       | 1–1 | 5–0 | 1–3 | 0–0 | 0–2 | 1–2 | 2–3 | 1–6 | 3–1 | 2–0 | 2–4 | —   | 0–0 | 1–2 | 0–0 | 0–0 | 1–5 | 0–3 |
| Fortuna Colonia             | 1–0 | 2–1 | 1–1 | 2–2 | 1–1 | 0–2 | 2–4 | 1–3 | 0–1 | 3–2 | 0–0 | 1–4 | —   | 2–0 | 1–0 | 3–2 | 3–0 | 6–0 |
| Wiedenbrück                 | 0–2 | 5–0 | 1–2 | 2–0 | 5–1 | 1–1 | 1–1 | 0–1 | 3–0 | 3–2 | 4–1 | 3–1 | 0–1 | —   | 2–1 | 3–0 | 1–2 | 2–0 |
| Bocholt                     | 2–0 | 4–2 | 3–4 | 2–0 | 1–5 | 1–1 | 2–2 | 1–2 | 1–3 | 4–0 | 2–8 | 1–2 | 0–1 | 0–0 | —   | 0–3 | 2–3 | 3–2 |
| Düren                       | 1–1 | 7–0 | 1–0 | 3–2 | 3–1 | 0–2 | 0–2 | 0–2 | 1–1 | 2–0 | 2–2 | 0–2 | 3–2 | 4–2 | 3–1 | —   | 3–0 | 1–2 |
| Kaan-Marienborn             | 4–2 | 2–4 | 2–1 | 1–1 | 2–2 | 2–1 | 1–2 | 3–3 | 3–0 | 2–1 | 2–1 | 1–3 | 0–0 | 2–2 | 3–0 | 0–2 | —   | 2–1 |
| Wattenscheid 09             | 1–2 | 4–3 | 2–3 | 2–3 | 1–1 | 0–2 | 1–4 | 4–5 | 0–2 | 0–4 | 2–1 | 3–2 | 3–0 | 0–0 | 1–3 | 1–2 | 2–5 | —   |

## Regionalliga Südwest
Fueron 18 equipos de Baden-Wurtemberg, Hesse, Renania-Palatinado y Sarre que compitieron en la décima primera temporada de la Regionalliga Südwest. SG Barockstadt Fulda-Lehnerz ascendió de la Hessenliga 2021-22, SGV Freiberg ascendió de la Oberliga Baden-Wurtemberg 2021-22, además Wormatia Worms y Eintracht Tréveris ascendieron de la Oberliga Rheinland-Pfalz/Saar 2021-22.

### Clasificación
| Pos. | Equipo                    | Pts. | PJ | G  | E  | P  | GF | GC | Dif. | Ascenso o descenso     |
| ---- | ------------------------- | ---- | -- | -- | -- | -- | -- | -- | ---- | ---------------------- |
| 1    | Ulm (C, A)                | 72   | 34 | 21 | 9  | 4  | 59 | 25 | +34  | Ascenso a la 3. Liga   |
| 2    | Steinbach                 | 71   | 34 | 21 | 8  | 5  | 80 | 31 | +49  |                        |
| 3    | Hoffenheim II             | 69   | 34 | 21 | 6  | 7  | 80 | 38 | +42  |                        |
| 4    | Homburgo                  | 58   | 34 | 16 | 10 | 8  | 65 | 44 | +21  |                        |
| 5    | FSV Frankfurt             | 57   | 34 | 17 | 6  | 11 | 57 | 45 | +12  |                        |
| 6    | Balingen                  | 56   | 34 | 15 | 11 | 8  | 51 | 44 | +7   |                        |
| 7    | Kickers Offenbach         | 55   | 34 | 16 | 7  | 11 | 48 | 38 | +10  |                        |
| 8    | Stuttgart II              | 52   | 34 | 14 | 10 | 10 | 53 | 39 | +14  |                        |
| 9    | Maguncia 05 II            | 51   | 34 | 14 | 9  | 11 | 52 | 46 | +6   |                        |
| 10   | Bahlinger                 | 43   | 34 | 13 | 4  | 17 | 52 | 69 | −17  |                        |
| 11   | Barockstadt Fulda-Lehnerz | 40   | 34 | 9  | 13 | 12 | 47 | 50 | −3   |                        |
| 12   | Astoria Walldorf          | 34   | 34 | 8  | 10 | 16 | 43 | 64 | −21  |                        |
| 13   | Hessen Kassel             | 33   | 34 | 8  | 9  | 17 | 34 | 51 | −17  |                        |
| 14   | Freiberg                  | 33   | 34 | 8  | 9  | 17 | 41 | 68 | −27  |                        |
| 15   | Aalen                     | 32   | 34 | 11 | 8  | 15 | 38 | 52 | −14  |                        |
| 16   | Wormatia Worms (D)        | 29   | 34 | 7  | 8  | 19 | 37 | 63 | −26  | Descenso a la Oberliga |
| 17   | Rot-Weiß Coblenza (D)     | 27   | 34 | 7  | 6  | 21 | 35 | 67 | −32  | Descenso a la Oberliga |
| 18   | Eintracht Tréveris (D)    | 22   | 34 | 5  | 7  | 22 | 32 | 70 | −38  | Descenso a la Oberliga |

 Fuente: Soccerway.com
Criterios de clasificación: 1) Puntos; 2) Diferencia de goles; 3) Goles marcados
Notas:
1. ↑  Aalen fue sancionado con la reducción de nueve puntos por declararse en insolvencia.[5]

### Resultados
| Local \ Visitante         | HOM | AST | MAZ | OFF | TRE | BSC | AEL | FRE | BAL | KAS | HOF | FRA | STU | STE | BFL | RWK | ULM | WOR |
| ------------------------- | --- | --- | --- | --- | --- | --- | --- | --- | --- | --- | --- | --- | --- | --- | --- | --- | --- | --- |
| Homburgo                  | —   | 4–0 | 0–3 | 1–1 | 1–1 | 2–2 | 2–0 | 5–1 | 2–2 | 3–2 | 0–0 | 7–0 | 2–0 | 0–3 | 1–3 | 2–0 | 1–4 | 4–3 |
| Astoria Walldorf          | 1–1 | —   | 0–1 | 1–1 | 2–1 | 1–1 | 1–1 | 3–1 | 0–2 | 0–0 | 0–1 | 1–2 | 1–0 | 0–6 | 3–3 | 5–0 | 1–3 | 1–0 |
| Maguncia 05 II            | 2–2 | 1–2 | —   | 2–0 | 2–0 | 2–1 | 4–1 | 1–2 | 2–2 | 3–1 | 1–2 | 1–1 | 0–1 | 1–1 | 1–1 | 4–1 | 0–4 | 2–3 |
| Kickers Offenbach         | 1–2 | 3–0 | 1–1 | —   | 2–1 | 2–1 | 3–1 | 2–1 | 2–1 | 0–0 | 5–2 | 3–1 | 0–1 | 0–2 | 1–1 | 1–0 | 3–1 | 3–0 |
| Eintracht Tréveris        | 1–4 | 3–0 | 0–2 | 0–1 | —   | 1–3 | 0–0 | 1–1 | 0–1 | 0–1 | 0–2 | 0–1 | 0–5 | 2–6 | 2–2 | 2–1 | 0–1 | 3–0 |
| Bahlinger                 | 0–1 | 5–4 | 1–1 | 1–2 | 2–0 | —   | 2–1 | 1–0 | 3–4 | 0–2 | 2–0 | 1–2 | 3–2 | 0–5 | 4–2 | 6–4 | 0–0 | 3–1 |
| Aalen                     | 1–3 | 2–2 | 0–2 | 2–0 | 3–1 | 2–0 | —   | 2–1 | 1–2 | 3–0 | 0–1 | 2–1 | 0–0 | 0–0 | 3–0 | 2–1 | 1–1 | 1–4 |
| Freiberg                  | 2–0 | 1–1 | 4–0 | 2–2 | 2–1 | 1–0 | 1–2 | —   | 1–3 | 1–0 | 0–6 | 2–2 | 2–2 | 0–2 | 3–1 | 0–0 | 1–3 | 2–2 |
| Balingen                  | 0–3 | 1–1 | 1–1 | 1–1 | 1–1 | 4–0 | 4–2 | 3–2 | —   | 2–2 | 3–1 | 0–2 | 1–1 | 2–3 | 0–0 | 1–0 | 2–1 | 1–0 |
| Hessen Kassel             | 2–0 | 3–0 | 1–0 | 0–1 | 2–3 | 3–2 | 1–2 | 0–0 | 1–2 | —   | 1–1 | 1–3 | 2–0 | 2–0 | 0–3 | 2–2 | 0–2 | 1–1 |
| Hoffenheim II             | 2–1 | 5–4 | 1–3 | 3–1 | 6–1 | 9–1 | 1–0 | 4–1 | 0–2 | 2–0 | —   | 4–0 | 2–2 | 0–0 | 3–0 | 3–1 | 1–3 | 5–0 |
| FSV Frankfurt             | 1–1 | 6–2 | 2–1 | 0–1 | 0–0 | 3–2 | 1–0 | 5–0 | 1–0 | 3–1 | 1–2 | —   | 2–1 | 2–1 | 1–1 | 1–2 | 0–1 | 3–0 |
| Stuttgart II              | 0–0 | 1–0 | 4–1 | 0–2 | 4–2 | 0–1 | 3–1 | 1–1 | 0–2 | 3–0 | 3–3 | 1–0 | —   | 0–2 | 2–1 | 2–1 | 0–0 | 6–1 |
| Steinbach                 | 3–1 | 2–1 | 0–1 | 3–2 | 4–1 | 2–0 | 4–0 | 4–0 | 3–0 | 2–0 | 0–3 | 2–2 | 2–2 | —   | 1–1 | 5–0 | 3–1 | 2–2 |
| Barockstadt Fulda-Lehnerz | 0–1 | 1–3 | 1–3 | 3–1 | 0–0 | 4–1 | 5–0 | 3–0 | 0–0 | 1–1 | 1–1 | 2–1 | 0–2 | 1–0 | —   | 1–1 | 0–2 | 4–1 |
| Rot-Weiß Coblenza         | 1–3 | 1–1 | 1–1 | 1–0 | 3–4 | 0–1 | 0–1 | 3–2 | 3–0 | 2–1 | 0–3 | 0–3 | 1–1 | 1–3 | 2–1 | —   | 0–1 | 0–1 |
| Ulm                       | 0–0 | 1–0 | 4–1 | 1–0 | 2–0 | 1–0 | 0–0 | 2–0 | 1–1 | 3–0 | 1–0 | 1–4 | 3–2 | 2–2 | 5–0 | 2–0 | —   | 2–2 |
| Wormatia Worms            | 2–5 | 0–1 | 0–1 | 1–0 | 3–0 | 1–2 | 1–1 | 1–3 | 3–0 | 1–1 | 0–1 | 1–0 | 0–1 | 1–2 | 0–0 | 1–2 | 0–0 | —   |

## Regionalliga Bayern
Fueron 20 equipos de Baviera que compitieron en la décima temporada de la Regionalliga Bayern. Würzburger Kickers y Türkgücü Múnich descendieron de la 3. Liga 2021-22. DJK Vilzing ascendió de la Bayernliga Nord 2019-2021, SpVgg Hankofen-Hailing y SpVgg Ansbach ascendieron de la Bayernliga Süd 2021-22.

### Clasificación
| Pos. | Equipo                 | Pts. | PJ | G  | E  | P  | GF  | GC  | Dif. | Clasificación, ascenso o descenso  |
| ---- | ---------------------- | ---- | -- | -- | -- | -- | --- | --- | ---- | ---------------------------------- |
| 1    | Unterhaching (C, O, A) | 86   | 38 | 27 | 5  | 6  | 86  | 33  | +53  | Accede a los play-offs de ascenso. |
| 2    | Würzburger Kickers     | 80   | 38 | 24 | 8  | 6  | 103 | 36  | +67  |                                    |
| 3    | Bayern Múnich II       | 71   | 38 | 21 | 8  | 9  | 94  | 54  | +40  |                                    |
| 4    | Núremberg II           | 61   | 38 | 18 | 7  | 13 | 81  | 55  | +26  |                                    |
| 5    | Viktoria Aschaffenburg | 61   | 38 | 16 | 13 | 9  | 63  | 47  | +16  |                                    |
| 6    | Schweinfurt 05         | 59   | 38 | 17 | 8  | 13 | 77  | 64  | +13  |                                    |
| 7    | Wacker Burghausen      | 56   | 38 | 16 | 8  | 14 | 57  | 45  | +12  |                                    |
| 8    | Greuther Fürth II      | 55   | 38 | 16 | 7  | 15 | 51  | 53  | −2   |                                    |
| 9    | Illertissen            | 55   | 38 | 15 | 10 | 13 | 60  | 65  | −5   |                                    |
| 10   | Augsburgo II           | 54   | 38 | 16 | 6  | 16 | 78  | 69  | +9   |                                    |
| 11   | Aubstadt               | 54   | 38 | 15 | 9  | 14 | 65  | 59  | +6   |                                    |
| 12   | Buchbach               | 53   | 38 | 14 | 11 | 13 | 62  | 68  | −6   |                                    |
| 13   | Vilzing                | 51   | 38 | 14 | 9  | 15 | 52  | 68  | −16  |                                    |
| 14   | Türkgücü Múnich        | 50   | 38 | 14 | 8  | 16 | 48  | 51  | −3   |                                    |
| 15   | Ansbach (O)            | 50   | 38 | 14 | 8  | 16 | 57  | 66  | −9   | Play-offs de descenso              |
| 16   | Eichstätt (D)          | 43   | 38 | 13 | 4  | 21 | 64  | 70  | −6   | Play-offs de descenso              |
| 17   | Rain am Lech (D)       | 36   | 38 | 9  | 9  | 20 | 40  | 78  | −38  | Descenso a la Bayernliga           |
| 18   | Hankofen-Hailing (D)   | 36   | 38 | 10 | 6  | 22 | 47  | 90  | −43  | Descenso a la Bayernliga           |
| 19   | Heimstetten (D)        | 25   | 38 | 6  | 7  | 25 | 43  | 94  | −51  | Descenso a la Bayernliga           |
| 20   | Pipinsried (D)         | 25   | 38 | 6  | 7  | 25 | 37  | 100 | −63  | Descenso a la Bayernliga           |

 Fuente: Soccerway.com
Criterios de clasificación: 1) Puntos; 2) Diferencia de goles; 3) Goles marcados

### Resultados
| Local \ Visitante      | NUR | FCB | ANS | AUB | BUR | EIC | ASC | HEI | AUG | SHE | BUC | PIP | ILL | RAL | TUR | HAN | UNT | FUR | VIL | WUR |
| ---------------------- | --- | --- | --- | --- | --- | --- | --- | --- | --- | --- | --- | --- | --- | --- | --- | --- | --- | --- | --- | --- |
| Núremberg II           | —   | 1–3 | 2–2 | 1–0 | 1–0 | 2–2 | 1–1 | 1–1 | 1–2 | 3–4 | 4–0 | 0–1 | 1–1 | 3–0 | 4–1 | 8–1 | 1–1 | 1–3 | 8–1 | 2–0 |
| Bayern Múnich II       | 1–3 | —   | 4–1 | 4–2 | 3–1 | 1–1 | 1–1 | 6–0 | 3–2 | 3–2 | 3–0 | 3–1 | 2–2 | 0–1 | 3–2 | 4–1 | 2–1 | 2–4 | 5–0 | 1–0 |
| Ansbach                | 0–1 | 2–0 | —   | 1–2 | 1–0 | 1–0 | 2–1 | 4–2 | 5–2 | 2–2 | 1–4 | 1–0 | 1–1 | 3–1 | 0–1 | 1–1 | 0–2 | 3–1 | 2–0 | 0–1 |
| Aubstadt               | 1–3 | 2–0 | 3–3 | —   | 1–0 | 1–1 | 1–1 | 4–1 | 1–1 | 1–0 | 0–2 | 1–0 | 4–1 | 6–1 | 1–1 | 5–3 | 2–2 | 0–0 | 0–1 | 0–3 |
| Wacker Burghausen      | 0–1 | 5–0 | 2–2 | 4–0 | —   | 4–0 | 1–1 | 1–0 | 1–1 | 3–0 | 2–2 | 1–2 | 1–3 | 3–0 | 2–1 | 1–0 | 3–1 | 0–3 | 0–2 | 0–2 |
| Eichstätt              | 3–2 | 0–4 | 0–1 | 0–2 | 3–0 | —   | 2–1 | 5–0 | 4–0 | 1–2 | 3–0 | 3–0 | 0–3 | 1–1 | 2–4 | 4–0 | 0–3 | 4–0 | 3–0 | 2–3 |
| Viktoria Aschaffenburg | 1–0 | 3–2 | 1–1 | 1–0 | 2–3 | 5–1 | —   | 3–0 | 2–1 | 1–5 | 2–2 | 4–1 | 3–0 | 1–1 | 1–2 | 5–2 | 0–1 | 0–0 | 0–0 | 1–3 |
| Heimstetten            | 5–3 | 1–8 | 0–2 | 1–4 | 1–2 | 2–4 | 5–2 | —   | 0–3 | 3–2 | 0–0 | 3–3 | 0–3 | 2–1 | 1–2 | 1–2 | 0–3 | 2–0 | 0–0 | 0–3 |
| Augsburgo II           | 4–2 | 1–0 | 3–1 | 2–2 | 3–1 | 1–0 | 0–2 | 4–4 | —   | 4–2 | 1–3 | 4–0 | 1–2 | 3–3 | 2–0 | 4–0 | 0–2 | 1–2 | 2–3 | 1–3 |
| Schweinfurt 05         | 1–3 | 2–0 | 2–1 | 2–1 | 1–1 | 2–0 | 1–1 | 2–0 | 2–0 | —   | 1–1 | 5–1 | 1–2 | 1–3 | 0–1 | 5–2 | 2–1 | 1–0 | 1–1 | 2–5 |
| Buchbach               | 4–3 | 4–4 | 4–2 | 2–4 | 0–1 | 1–0 | 1–4 | 2–0 | 1–4 | 2–2 | —   | 1–1 | 1–1 | 3–2 | 3–0 | 3–2 | 1–3 | 3–0 | 1–2 | 0–0 |
| Pipinsried             | 0–3 | 0–4 | 1–1 | 2–5 | 0–6 | 4–1 | 2–4 | 1–1 | 0–4 | 0–2 | 1–3 | —   | 0–3 | 3–0 | 2–0 | 3–0 | 1–8 | 0–2 | 0–4 | 1–2 |
| Illertissen            | 0–1 | 0–0 | 2–0 | 1–3 | 0–0 | 3–1 | 1–2 | 2–0 | 1–5 | 4–3 | 0–0 | 5–2 | —   | 3–2 | 2–0 | 4–1 | 3–4 | 3–2 | 0–1 | 0–6 |
| Rain am Lech           | 2–1 | 0–3 | 2–4 | 1–1 | 0–2 | 1–6 | 0–2 | 1–0 | 1–0 | 0–3 | 1–0 | 0–0 | 3–1 | —   | 0–3 | 5–1 | 1–1 | 1–1 | 1–1 | 0–7 |
| Türkgücü Múnich        | 0–1 | 0–3 | 0–1 | 1–0 | 2–0 | 3–0 | 0–0 | 1–1 | 2–3 | 0–3 | 2–2 | 4–1 | 1–1 | 2–0 | —   | 0–0 | 0–3 | 0–1 | 3–0 | 0–0 |
| Hankofen-Hailing       | 2–0 | 2–5 | 2–0 | 0–2 | 0–1 | 1–0 | 0–2 | 1–0 | 1–2 | 3–3 | 2–3 | 1–1 | 3–0 | 2–1 | 1–4 | —   | 0–2 | 2–3 | 2–1 | 1–5 |
| Unterhaching           | 4–0 | 1–1 | 3–1 | 2–1 | 0–1 | 4–1 | 0–0 | 3–2 | 1–0 | 4–3 | 2–0 | 2–0 | 4–0 | 2–3 | 2–0 | 1–2 | —   | 1–0 | 5–2 | 3–0 |
| Greuther Fürth II      | 1–5 | 1–1 | 2–1 | 2–1 | 2–2 | 3–1 | 3–0 | 0–2 | 2–2 | 2–2 | 0–2 | 1–0 | 4–0 | 2–0 | 1–2 | 0–2 | 0–1 | —   | 0–1 | 1–0 |
| Vilzing                | 1–3 | 2–3 | 4–2 | 2–1 | 1–1 | 2–4 | 0–1 | 3–2 | 3–2 | 1–2 | 1–0 | 2–2 | 1–1 | 0–0 | 3–2 | 1–1 | 0–2 | 1–2 | —   | 3–2 |
| Würzburger Kickers     | 1–1 | 2–2 | 7–1 | 6–0 | 3–1 | 3–1 | 1–1 | 3–0 | 6–3 | 3–1 | 7–1 | 6–0 | 1–1 | 2–1 | 1–1 | 1–1 | 0–1 | 3–0 | 2–1 | —   |

### Play-offs por la permanencia
Dado que Unterhaching ganó el play-off de ascenso, hubo dos puestos disponibles en la próxima temporada de la Regionalliga Bayern, que fueron para los dos ganadores de la primera ronda. Si Unterhaching perdía el play-off de promoción, solo habría un lugar disponible, lo que requeriría una segunda ronda de play-offs entre los ganadores de la primera ronda. Para evitar tiempos de espera, los clubes participantes acordaron disputar la segunda vuelta independientemente de la actuación del Unterhaching en los play-offs de ascenso.

#### Primera ronda
- Ansbach (15.° de la Regionalliga Bayern)
- Eichstätt (16.° de la Regionalliga Bayern)
- Gebenbach (Subcampeón de la Bayernliga Nord)
- Memmingen (Subcampeón de la Bayernliga Süd)

| Equipo 1  | Agr. | Equipo 2  | Ida | Vuelta |
| --------- | ---- | --------- | --- | ------ |
| Ansbach   | 6–2  | Gebenbach | 4–1 | 2–1    |
| Eichstätt | 2–4  | Memmingen | 1–0 | 1–4    |

#### Segunda ronda
| Equipo 1 | Agr. | Equipo 2  | Ida | Vuelta |
| -------- | ---- | --------- | --- | ------ |
| Ansbach  | 2–4  | Memmingen | 1–1 | 1–3    |

## Play-off de ascenso
Los campeones de las dos ligas regionales establecidas con anterioridad participaron en el play-off de ascenso a la 3. Liga. El ganador del juego de promoción consiguió el ascenso para la tercera división de la siguiente temporada.
En el caso de una exención de participación de los equipos, o si ningún equipo clasificaba atléticamente de una liga regional, se declaraba byes.
Los siguientes equipos clasificaron atléticamente para los juegos de ascenso:
- Campeón de la Regionalliga Bayern:  Unterhaching
- Campeón de la Regionalliga Nordost:  Energie Cottbus

| Equipo 1     | Agr. | Equipo 2        | Ida | Vuelta |
| ------------ | ---- | --------------- | --- | ------ |
| Unterhaching | 4–1  | Energie Cottbus | 2–1 | 2–0    |

### Partidos
Los horarios corresponden al horario de verano europeo (UTC+2).
| Ida; 7 de junio de 2023 | Energie Cottbus | 1:2 (1:2)                     | Unterhaching            | Stadion der Freundschaft, Cottbus                       |                                                         |
| 20:30                   | Hildebrandt 14' | DFB Reporte Soccerway Reporte | Anspach 6' · Fetsch 36' | Asistencia: 17 580 espectadores Árbitro(s): Timo Gerach | Asistencia: 17 580 espectadores Árbitro(s): Timo Gerach |

| Vuelta; 11 de junio de 2023 | Unterhaching                 | 2:0 (1:0) (Global 4:1)        | Energie Cottbus | Alpenbauer Sportpark, Unterhaching                         |                                                            |
| 13:00                       | Fetsch 17' · Skarlatidis 78' | DFB Reporte Soccerway Reporte |                 | Asistencia: 12 500 espectadores Árbitro(s): Tobias Reichel | Asistencia: 12 500 espectadores Árbitro(s): Tobias Reichel |

- Unterhaching ganó en el resultado global con un marcador de 4-1, por tanto logró el ascenso a la 3. Liga para la siguiente temporada.